# Розорене
Розо́рене — пасажирський залізничний зупинний пункт Куп'янської дирекції Південної залізниці.
Розташований біля села Юр'ївка та селища Миколаївка, Великобурлуцький район, Харківської області на лінії Оливине — Огірцеве між станціями Бурлук (12 км) та Приколотне (5 км).
Станом на травень 2019 року щодоби три пари приміських дизель-поїздів здійснюють перевезення за маршрутом Вовчанськ — Куп'янськ-Вузловий.